# Jan Douwe Kroeske
Jan Douwe Kroeske (Harderwijk, 8 november 1956) is een Nederlands presentator en mediaondernemer. Hij verwierf bekendheid als presentator van radioprogramma's als Twee Meter De Lucht In, NOS Langs de Lijn en Radio Tour de France.

## Loopbaan
Kroeske behaalde zijn havo-diploma in Harderwijk aan het Christelijk College Nassau-Veluwe.
Hij begon zijn carrière in de muziek in het begin van de jaren tachtig van de twintigste eeuw als diskjockey in Bar Dancing De Mac in Harderwijk en presenteerde vanaf de tweede helft van jaren tachtig programma's voor achtereenvolgens de VARA, RTL 5, Kink FM, Teleac en het Belgische radiostation Studio Brussel.
Het bekendst werd Kroeske echter met zijn serie muziekprogramma's onder de naam Twee Meter De Lucht In en 2 Meter Live op Kink FM. Twee Meter De Lucht In werd tot eind jaren 90 van de twintigste eeuw uitgezonden op Radio 3FM. Er bestaat ook een televisieversie van het programma, 2 Meter Sessies. De formule van het programma is dat artiesten speciaal voor Kroeske een sessie opnemen, een akoestische versie van hun liedjes.
Hij was een van de vaste presentatoren van de NOS radioprogramma's NOS Langs de Lijn en Radio Tour de France en op televisie van het wetenschapsprogramma Jules Unlimited en tevens van het oudere 12 steden, 13 ongelukken (beide van de VARA). Voor RTL 5 presenteerde hij het programma Jan Douwe op Zoek.
Kroeske heeft sinds 2000 een eigen mediaproductiebedrijf, Double 2. Vanaf september 2015 is Kroeske de zenderstem van RTL Z. Ook spreekt hij reclamespots in voor Nationale-Nederlanden en XS4ALL.

## Trivia
- Jan Douwe is een broer van dj en ondernemer Sieb Kroeske. Hij is ook actief als actievoerder voor de rechten van astmatici.
- Hij is de bedenker en maker geweest van de DOL-lijst. DOL staat voor De Onafhankelijke Lijst.[2]